# Ágoston Emil
Ágoston Emil, születési és 1907-ig használt nevén Adler Emil (Aranyosmarót, 1876. december 19. – Berlin, 1921. június 12. vagy 15.) magyar építész.

## Életpályája
Adler Henrik (1847–1912) fakereskedő és Weinréb Janka / Hani (1852–1913) fiaként született magyarországi zsidó családban. A budapesti Műegyetemen szerzett oklevelet 1899-ben, nevesebb tanárai Steindl Imre, Hauszmann Alajos és Rauscher Lajos voltak. Tanulmányutat tett Olaszországban, majd Berlinben és Párizsban élt. Fő korszaka 1906 és 1911 közé tehető. 1911. december 17-én Budapesten, az V. kerületben házasságot kötött Latzkó Ilonával, Latzkó Sándor és Pollacsek Emma lányával. Keresett bérházépítő volt. Irodája a Dorottya utca 9. sz. alatt működött. Stílusát az észak-német építészet befolyásolta; romantikus részleteket is alkalmazott. Számos tervpályázaton vett részt. 1919 után közös építészeti irodát nyitott testvérével, Ágoston Gézával (1875–1936) és a Római-fürdő létesítményeit tervezte. Hollandiában is kapott egy megbízást fürdőtelep létesítésére, azonban a helyszínre utazása során, Berlinben meghalt. A Kozma utcai izraelita temetőben helyezték nyugalomra 1921. június 17-én.
Legnevezetesebb munkája az Astoria Szálló Múzeum körúti sarokrésze mértéktartó, előkelő, klasszicizáló architektúrájával.

## Művei

### Budapesten
- 1906: kisebb átalakítások, Budapest, Hársfa utca 24.[6]
- 1906–1907: Hungária Úszócsarnok és Gőzfürdő (ma: Hotel Continental Budapest), Budapest, Dohány u. 44.[8] – az épület részben elpusztult, részben a közelmúltban felújították
- 1907–1910: a Hungária úszócsarnokhoz és gőzfürdőhöz csatlakozó mulató étteremmel, Budapest, Dohány u. 44.[8]
- 1907: Unger-ház, Budapest, Irányi u. 10.[6][8]
- 1907: Csasznek-ház, Budapest, Attila út 47.[6][8]
- 1908: Singer Adolf egykori könyvkötészete, Budapest, Dessewffy utca 6.[6][9]
- 1909: Gyenes-villa, Budapest, Nyúl u. 6.[6][8]
- 1909: öt emeletes sarokház, Budapest, Wesselényi utca 32.[6][8] (1994 óta helyi védelem alatt áll.)
- 1909: Bérház, 1074 Budapest, Dob u. 5.[6][10]
- 1909: Bérház, 1074 Budapest, Dob u. 7.[11]
- 1909: Bérház, 1075 Budapest, Rumbach Sebestyén utca 3.[12]
- 1909: Bérház, 1061 Budapest, Király u. 14.[6][13]
- 1909–1910: Lóránt-ház, Budapest, Balzac u. 8–10. / Kresz Géza u. 31.[6][8][14]
- 1909–1910: Krayer-ház, Budapest, Csanády u. 2. / Váci út 34.[6][8][15] (egy időben Higiénia üzletház)
- 1910: Bérház, Budapest, Dorottya u. 9.[6][8]
- 1910: Bérház, Budapest, Balzac u. 9–11. / Kresz Géza u. 30. / Visegrádi u. 27.[6][14]
- 1910: Bérház, Budapest, Szent István tér 4–5.[6]
- 1912: Ágoston-bérház, Budapest, Lánchíd utca 7–9.
- 1913: Egykori Magyar Bank, Budapest, Kristóf tér
- 1913: Füleki Stefáni Ervin háza, Budapest[8]
- 1913: Meszlényi Adrienne háza, Budapest[8]
- 1913 k.: Bérház, Budapest, Bimbó u. 23.[6]
- 1913 k.: Nyaraló, Budapest, Kelenhegyi u. 31.[6]
- 1913 k.: Bérház, Budapest, Magyar u. 6.[6]
- 1914: Szilas-villa, Budapest, Ady Endre utca 9.
- 1914: az Astoria Szálló (ma: Danubius Hotel Astoria City Center) Múzeum körúti klasszicizáló sarokrésze, Budapest, Kossuth Lajos utca 19–21. – az épület másik részét Hikisch Rezső tervezte[16][17]
- 1914–1915: Rosenthal-bérház, Budapest, Király u. 42.[6][18]
- 1915: Bérház, 1053 Budapest, Múzeum körút 41.[19]
- 1919 k.?: a Rómaifürdő létesítményei, Budapest (Ágoston Gézával)[6]
- ?: Banképület, Budapest, Bajcsy-Zsilinszky u. 36.
- ?: Bérház, Budapest, Bajcsy-Zsilinszky u. 7.[6]
- ?: Bérház, Budapest, Király u. 102.[6]
- ?: Bérház, Budapest, Falk Miksa u. 30.[6]
- ?: Ringer-féle szanatórium, Budapest[20]
- ?: Bérház, Budapest, Csengery u. 68.
- ?: Bérház, 1026 Budapest, Küküllő utca 13.[21]

### Máshol
- 1907: Jékey Albert kastélya, Pervát[8]

### Tervben maradt épületei
- 1908: Zsinagóga, Trieszt (Franz Matouschekkel közösen, tervpályázat I. díj, de végül a trieszti Ruggero és Arduino Berlam irodája tervezhette meg az épületet)[6][8]
- 1909: Ortodox izraelita hitközség temploma, iskolája, és bérháza (tervpályázat, megosztott I. díj)[8]
- 1913: Budai zsinagóga, Budapest[6][8]
- 1913 k.: Kazinczy utcai zsinagóga, Budapest, Kazinczy utca 29–31. – az épület végül nem az ő, hanem Löffler Sándor és Béla tervei alapján készült el[6]
- 1916: Székesfővárosi krematórium, Budapest[6]
- ?: Zsinagóga, Frankfurt am Main (tervpályázat II. díj, nem valósult meg)[8]
- ?: Vármegyeháza, Szentes[6]
- ?: Banképület, Budapest, Nádor u. 6. (tervpályázat, tervét megvásárolták)[6]

## Képtár

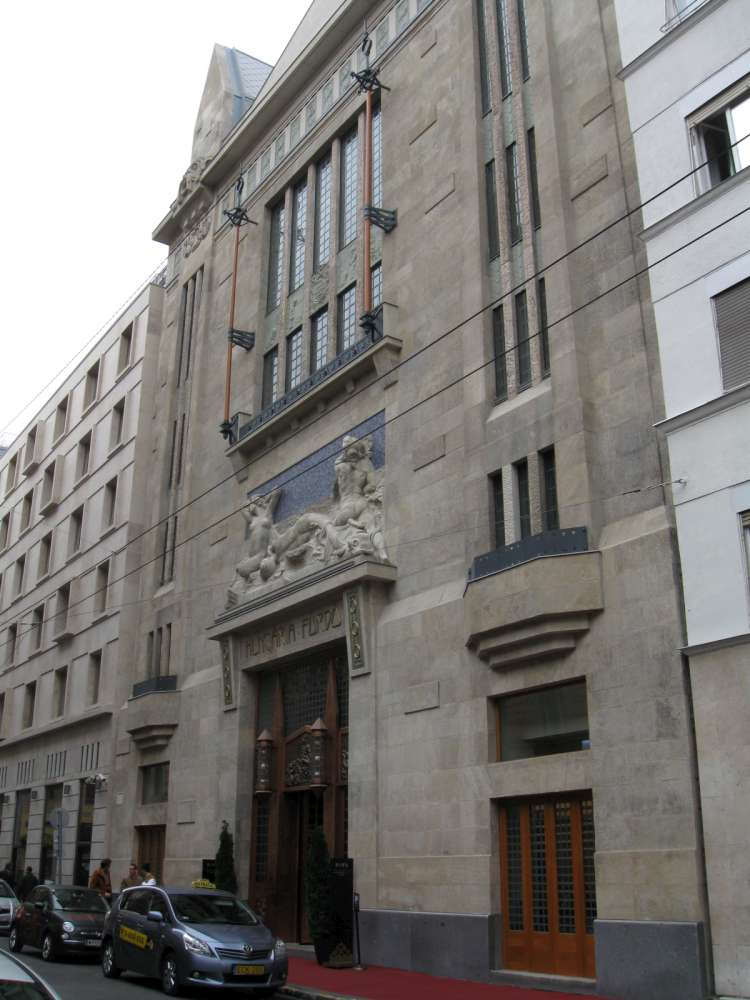
Hungária fürdő
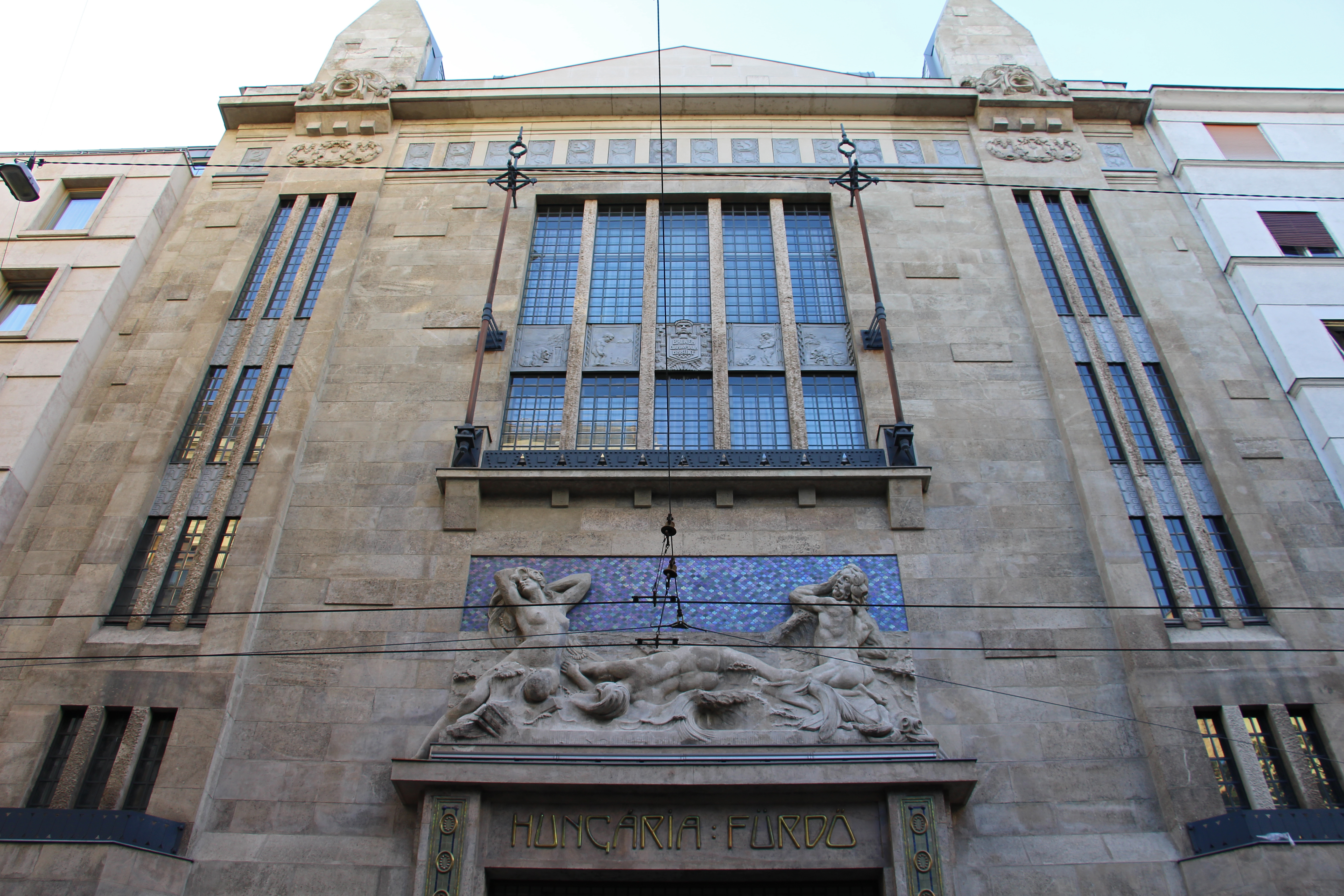
Hungária fürdő (közelről)
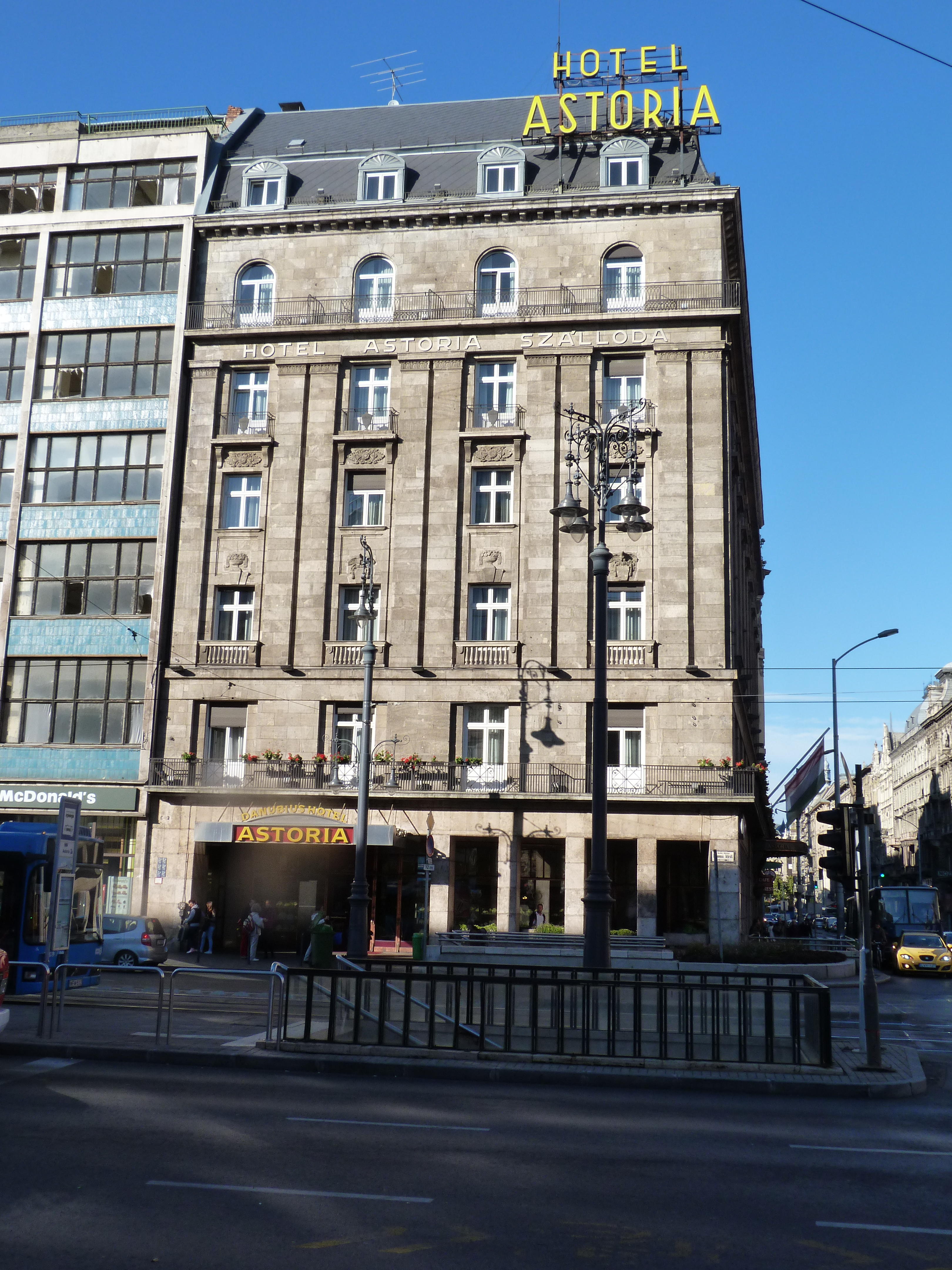
Astoria szálló (nappal)
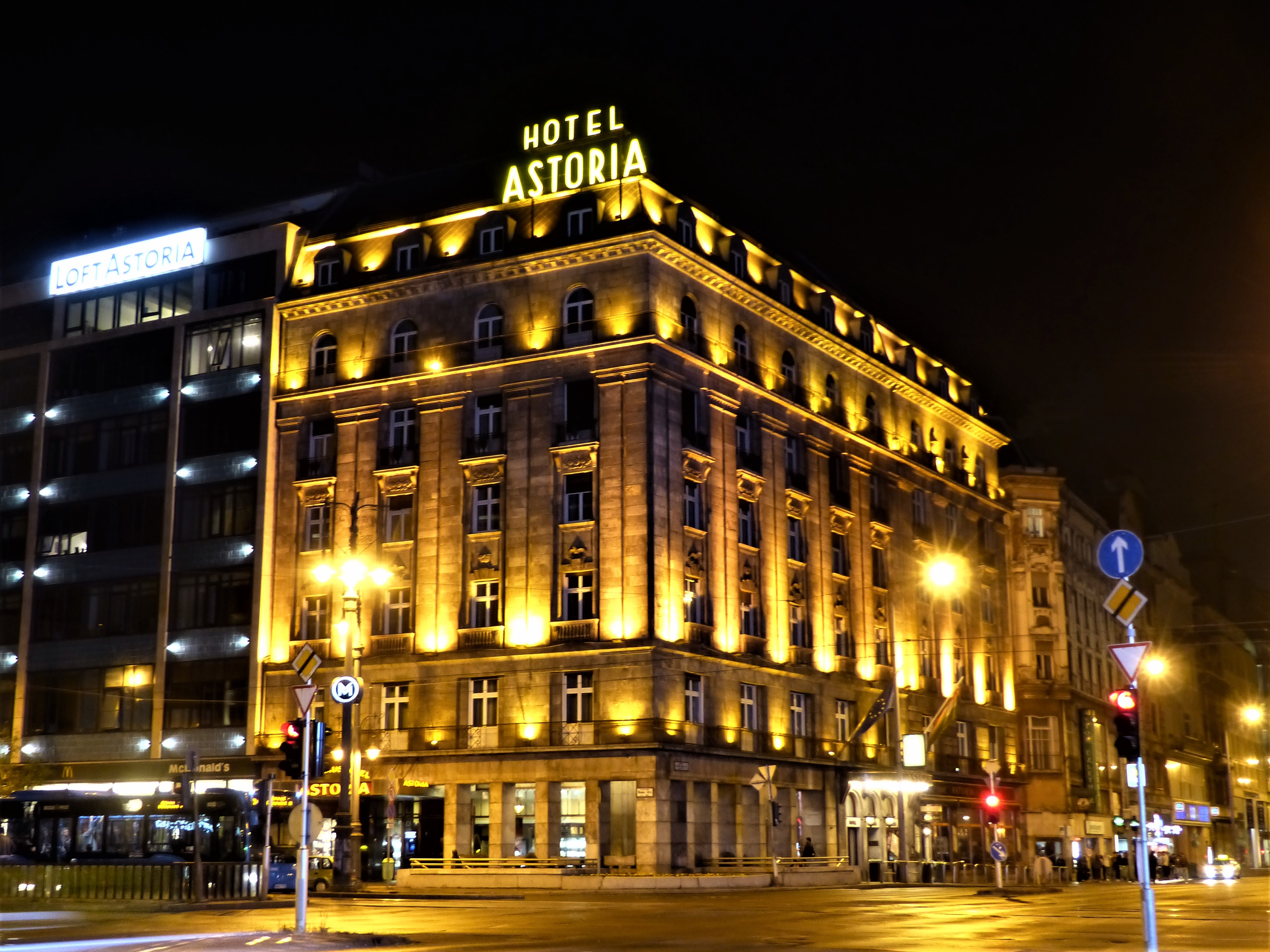
Astoria szálló (éjjel)
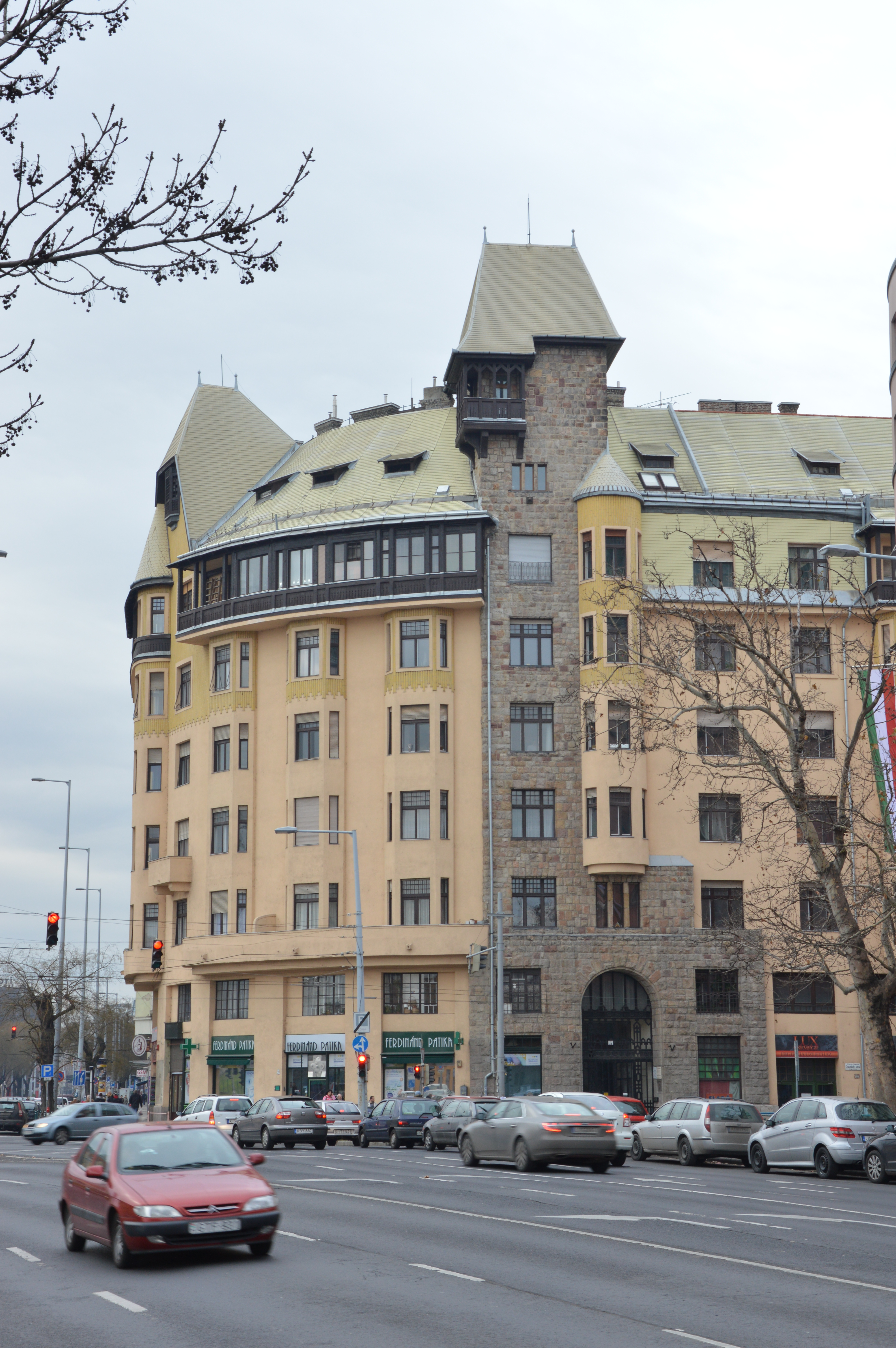
Krayer-ház
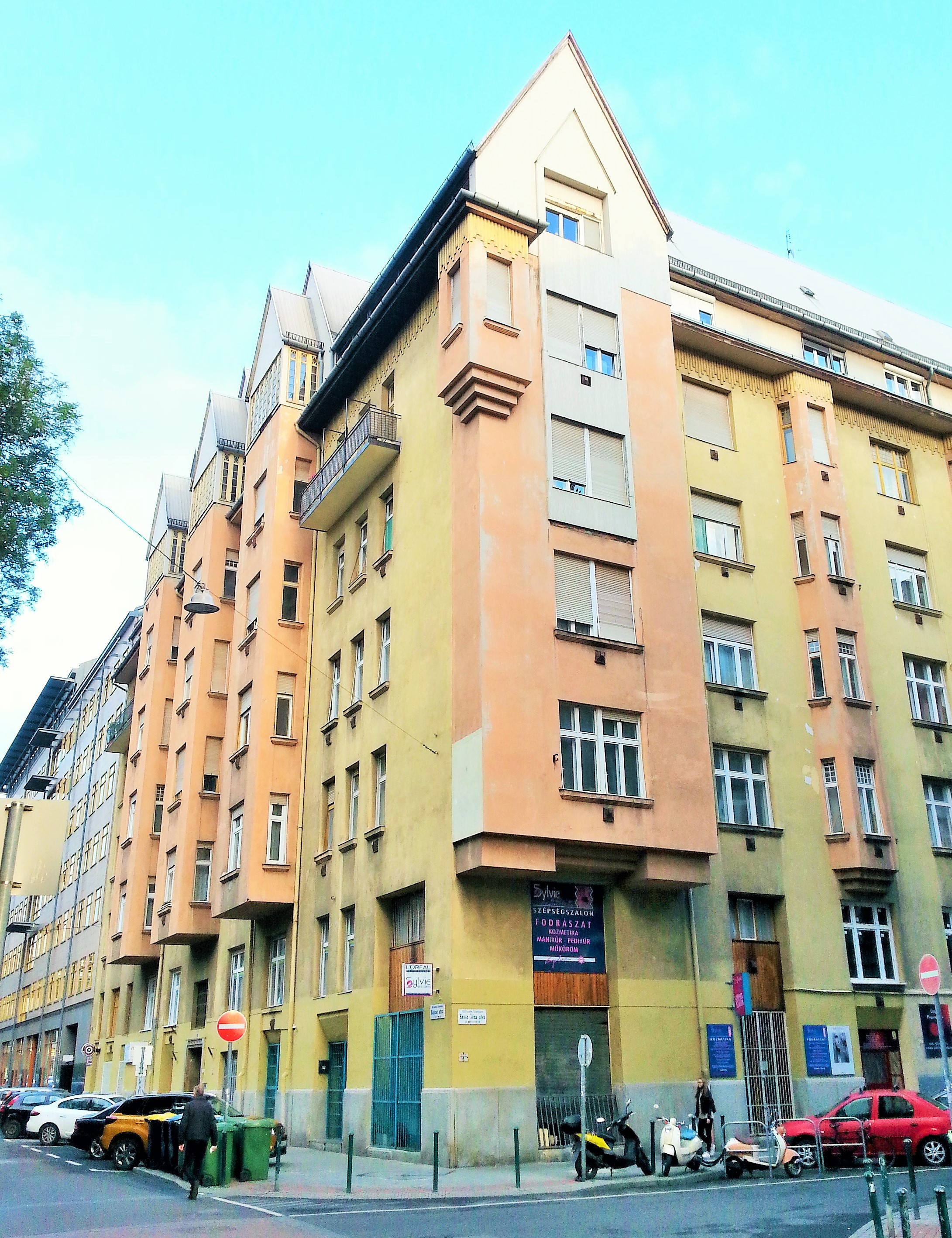
Balzac u. 8–10.
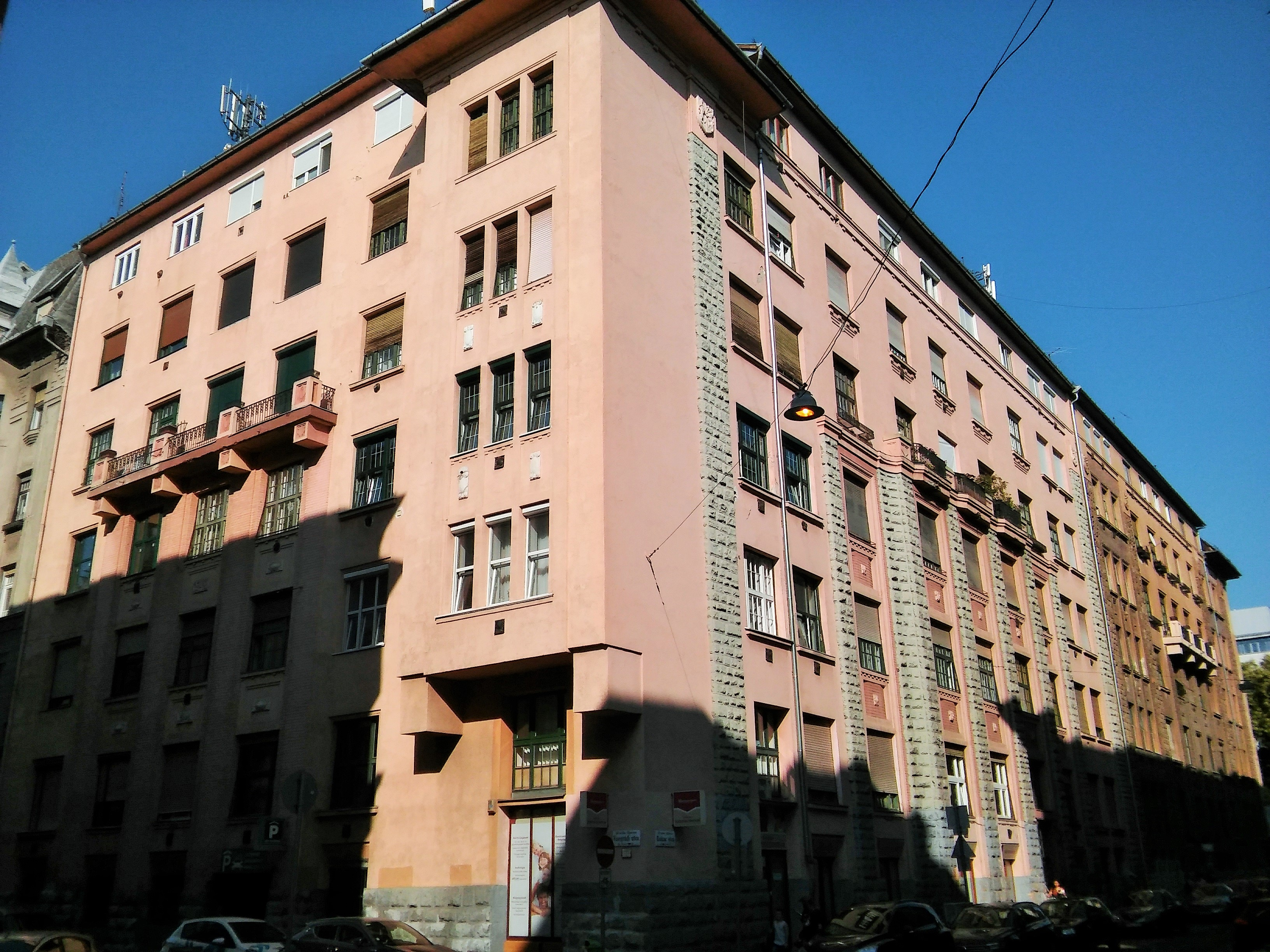
Balzac u. 9–11.
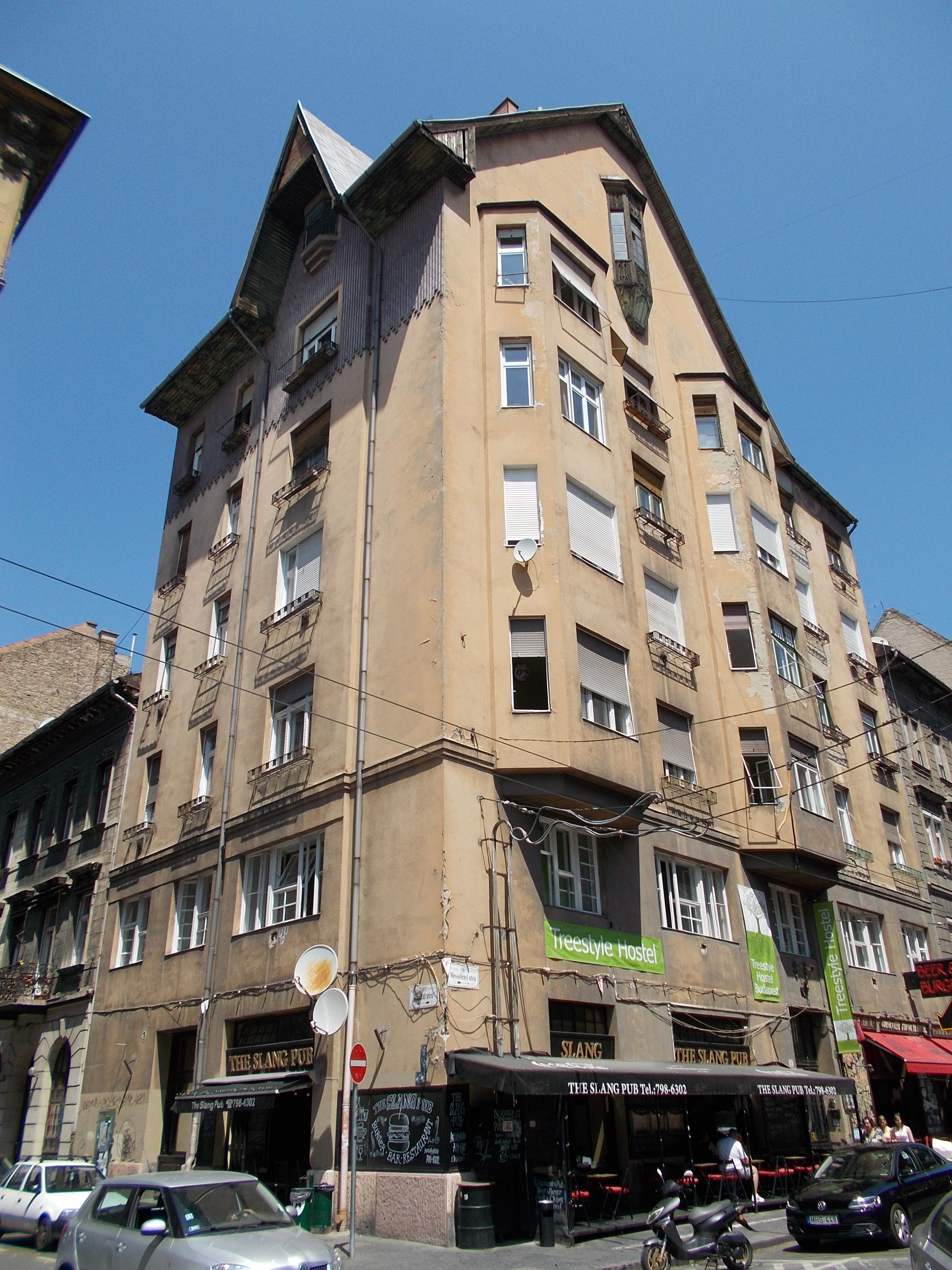
Wesselényi utca 32.
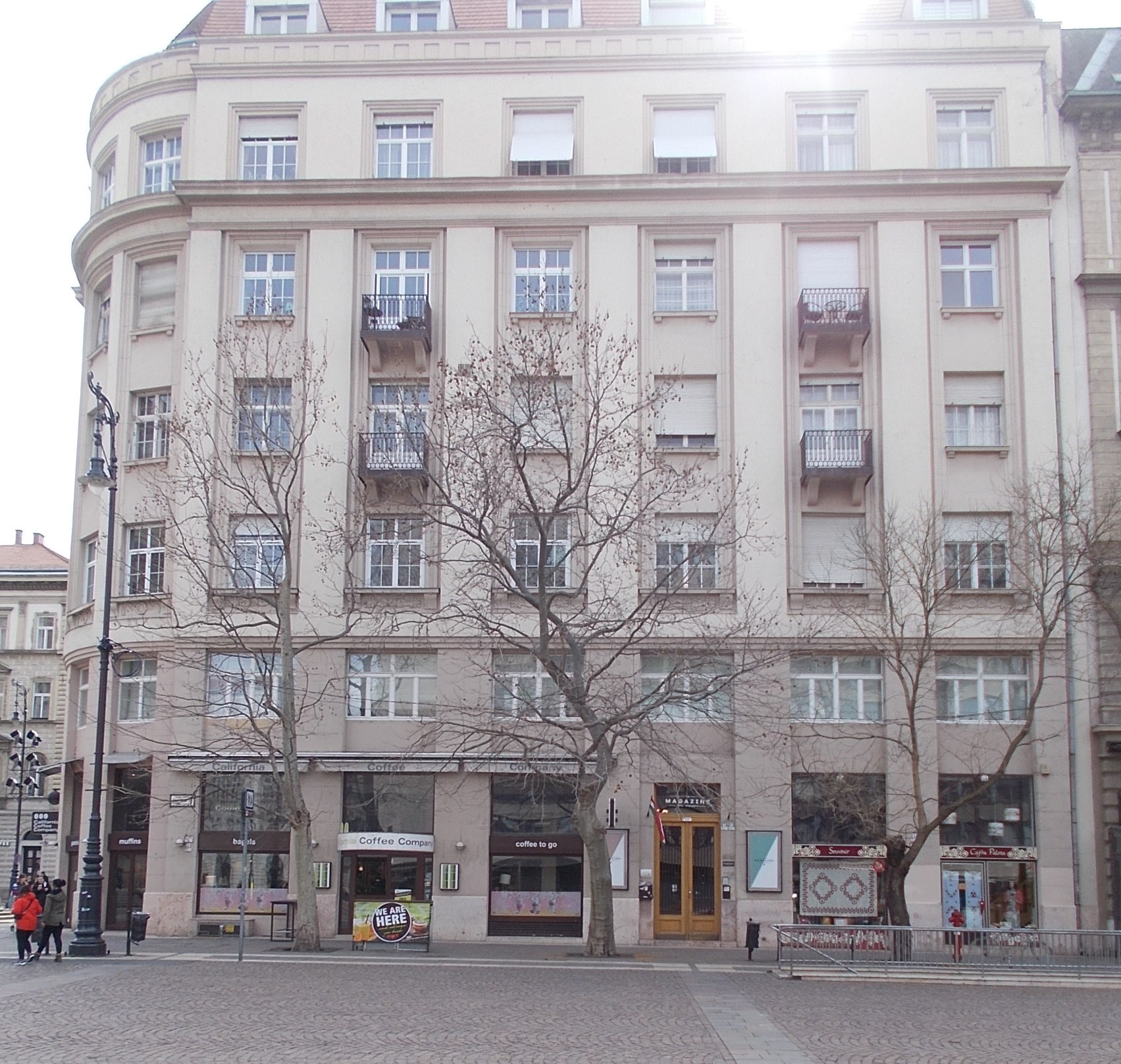
Szent István tér 4–5.
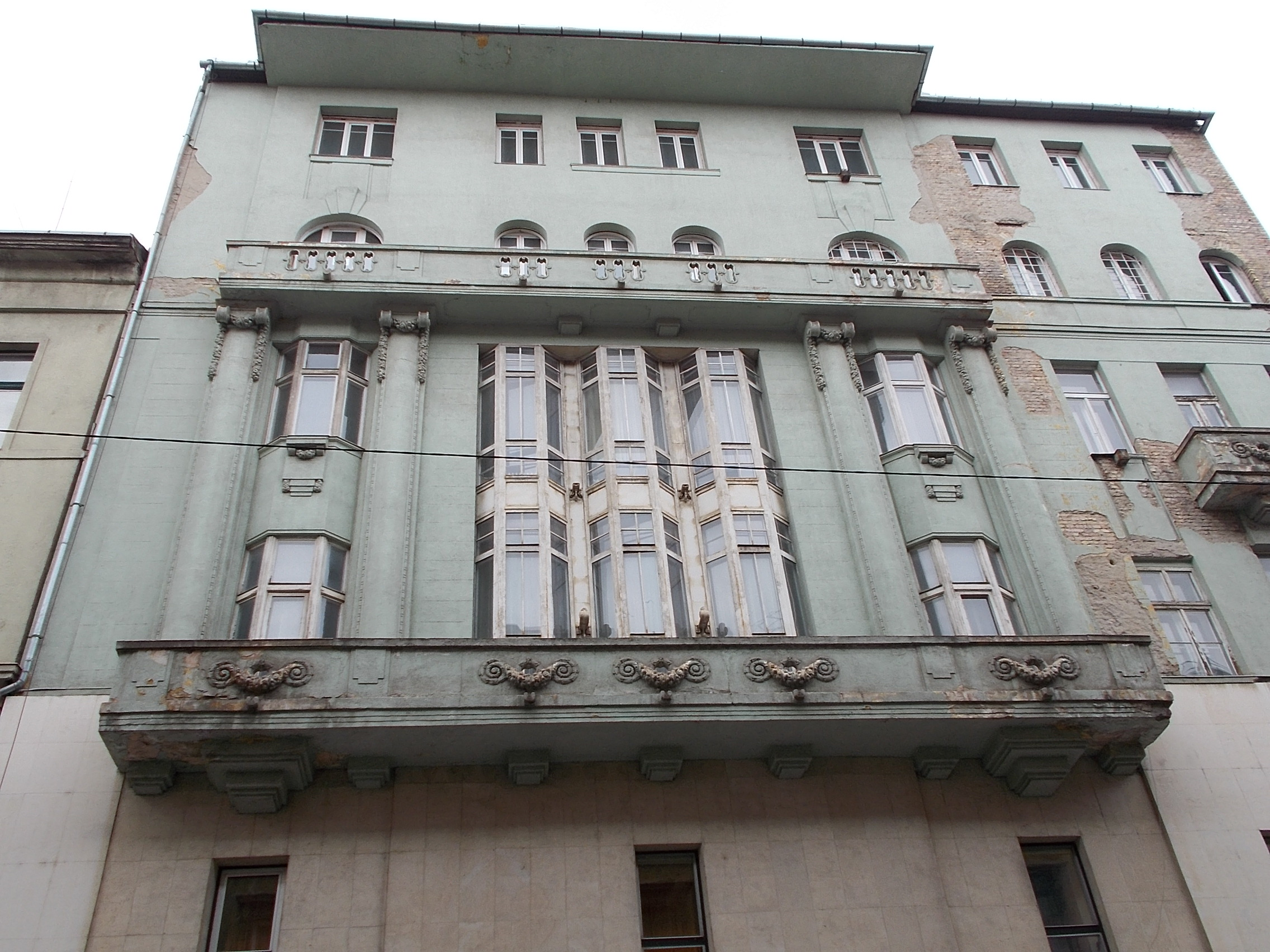
Csengery u. 68.